# Montreux Volley Masters 2006
Il Monterux Volley Masters di pallavolo femminile 2006 si è svolto dal 6 all'11 giugno 2006 a Montreux, in Svizzera. Al torneo hanno partecipato 8 squadre nazionali e la vittoria finale è andata per la quarta volta, la seconda consecutiva, al Brasile.

## Squadre partecipanti
- Brasile
- Cina
- Cuba
- Germania
- Giappone
- Italia
- Polonia
- Russia

## Gironi
| Girone A                  | Girone B                        |
| ------------------------- | ------------------------------- |
| Cina Cuba Germania Russia | Brasile Giappone Italia Polonia |

## Fase finale

### Finali 1º e 3º posto
|  | Semifinali | Semifinali | Semifinali |      |         | Finale 1º/2º posto | Finale 1º/2º posto | Finale 1º/2º posto |  |
|  |            |            |            |      |         |                    |                    |                    |  |
|  | Cina       | Cina       | 3          |      |         |                    |                    |                    |  |
|  | Cina       | Cina       | 3          |      |         |                    |                    |                    |  |
|  | Italia     | Italia     | 2          |      |         |                    |                    |                    |  |
|  | Italia     | Italia     | 2          |      | Brasile | Brasile            | 3                  |                    |  |
|  |            |            |            |      | Brasile | Brasile            | 3                  |                    |  |
|  |            |            | Cina       | Cina | 2       |                    |                    |                    |  |
|  | Brasile    | Brasile    | Cina       | Cina | 2       | 3                  |                    |                    |  |
|  | Brasile    | Brasile    |            |      |         | 3                  |                    |                    |  |
|  | Cuba       | Cuba       | 1          |      |         | Finale 3º/4º posto | Finale 3º/4º posto | Finale 3º/4º posto |  |
|  | Cuba       | Cuba       | 1          |      |         |                    |                    |                    |  |
|  |            |            |            |      |         |                    |                    |                    |  |
|  |            |            |            |      |         | Cuba               | Cuba               | 3                  |  |
|  |            |            |            |      |         | Cuba               | Cuba               | 3                  |  |
|  |            |            |            |      |         | Italia             | Italia             | 0                  |  |

### Finale 5º posto
|  | Semifinali | Semifinali | Semifinali |          |          | Finale   | Finale | Finale |  |
|  |            |            |            |          |          |          |        |        |  |
|  | Germania   | Germania   | 3          |          |          |          |        |        |  |
|  | Germania   | Germania   | 3          |          |          |          |        |        |  |
|  | Polonia    | Polonia    | 1          |          |          |          |        |        |  |
|  | Polonia    | Polonia    | 1          |          | Germania | Germania | 3      |        |  |
|  |            |            |            |          | Germania | Germania | 3      |        |  |
|  |            |            | Giappone   | Giappone | 1        |          |        |        |  |
|  | Giappone   | Giappone   | Giappone   | Giappone | 1        | 3        |        |        |  |
|  | Giappone   | Giappone   |            |          |          |          |        |        |  |
|  | Russia     | Russia     | 1          |          |          |          |        |        |  |

## Podio

### Campione
Formazione: 1 Walewska de Oliveira, 2 Carolina Albuquerque, 3 Marianne Steinbrecher, 4 Danielle Lins, 5 Caroline Gattaz, 6 Thaísa de Menezes, 7 Hélia de Souza, 8 Valeska Menezes, 9 Fabiana Claudino, 10 Wélissa Gonzaga, 11 Marcelle Moraes, 12 Jaqueline de Carvalho, 13 Sheilla de Castro, 14 Fabiana de Oliveira, 15 Arlene Xavier, 16 Natália Pereira, 17 Renata Colombo, 18 Joyce da Silva, CT: Angelo Vercesi

### Secondo posto
Formazione: 1 Wang Yimei, 2 Feng Kun, 3 Yang Hao, 4 Liu Yanan, 5 Chu Jinling, 6 Li Shan, 7 Zhou Suhong, 8 Zhao Ruirui, 10 Xue Ming, 11 Li Juan, 12 Song Nina, 15 Ma Yunwen, 16 Zhang Na, 17 Xu Yunli, 18 Zhang Ping, CT: Chen Zhonghe

### Terzo posto
Formazione: 1 Yumilka Ruiz, 2 Zoila Barros, 4 Daimí Ramírez, 5 Yaima Ortíz, 6 Rosir Calderón, 7 Anniara Muñoz, 8 Yisel Cabrera, CT: Eugenio Geoege

## Classifica finale
| Classifica | Squadre  |
| ---------- | -------- |
|            | Brasile  |
|            | Cina     |
|            | Cuba     |
| 4          | Italia   |
| 5          | Germania |
| 6          | Giappone |
| 7          | Russia   |
| 7          | Polonia  |